# George Koltanowski
George Koltanowski (ur. 17 września 1903 w Antwerpii, zm. 5 lutego 2000 w San Francisco) – amerykański szachista belgijskiego pochodzenia, dziennikarz, sędzia i działacz szachowy.

## Życiorys
Poznał szachy w wieku 14 lat. W 1924 roku zadebiutował w turnieju międzynarodowym. W tymże roku uczestniczył w założeniu Międzynarodowej Federacji Szachowej FIDE oraz wziął udział w pierwszej nieoficjalnej olimpiadzie szachowej w Paryżu. Do wybuchu II wojny światowej był czołowym szachistą Belgii i uczestnikiem turniejów światowej czołówki. Czterokrotnie zdobył tytuł mistrza Belgii (w 1923, 1927, 1930 i 1936 roku), reprezentował ten kraj na dwóch pierwszych olimpiadach szachowych (w 1927 i 1928 roku). W 1932 roku zwyciężył w turnieju w Antwerpii, wyprzedzając Salomona Flohra. Dwukrotnie zajął pierwsze miejsce na turniejach w Barcelonie, w 1934 roku wspólnie z Andorem Lilienthalem i Ksawerym Tartakowerem oraz w 1935 roku z Flohrem.
Koltanowski zyskał światową sławę dzięki swoim nieprzeciętnym umiejętnościom rozgrywania partii w pamięci, bez patrzenia na szachownicę. W 1931 roku w Antwerpii rozegrał symultanę "na ślepo" na 30 szachownicach, wygrywając 20 i remisując 10 partii. Swój rekord świata w tej kategorii pobił w 1937 w Edynburgu, gdzie spośród 34 pojedynków wygrał 24, a 10 zremisował.
Wybuch wojny zmusił Koltanowskiego do emigracji. Osiadł w San Francisco, gdzie został redaktorem działu szachowego dziennika San Francisco Chronicle. W ciągu 52 lat dziennikarskiej działalności opublikował około 19 tys. artykułów i kilkadziesiąt książek poświęconych szachom, z których najpopularniejszą jest dwunastokrotnie wznawiana monografia otwarcia szachowego Colle System. Sporadycznie występował w turniejach, symbolicznie reprezentował Stany Zjednoczone na olimpiadzie w 1952 roku, rozgrywając dwie remisowe partie. Kierował amerykańską drużyną olimpijską w latach 1952, 1968 i 1970. Był prezydentem Federacji Szachowej Stanów Zjednoczonych oraz dyrektorem największego amerykańskiego turnieju US Open. W 1950 roku otrzymał tytuł mistrza międzynarodowego za wyniki osiągnięte przed wojną, w 1988 roku został honorowym arcymistrzem. Do ostatnich lat życia zachował jasność umysłu i ponadprzeciętne umiejętności, w wieku 90 lat dawał pokazy gry jednoczesnej "na ślepo". Zmarł w wieku 96 lat.
Według retrospektywnego systemu Chessmetrics, najwyżej sklasyfikowany był w kwietniu 1936, zajmował wówczas 18. miejsce na świecie.